# Wilhelm Zentner
Wilhelm Zentner (* 21. Januar 1893 in Pforzheim; † 7. März 1982 in München) war ein deutscher Schriftsteller, Dozent und Theater- und Musikkritiker.

## Leben
Der Sohn des Direktors der Badischen Münzanstalt besuchte von 1903 bis 1911 das humanistische Gymnasium in Karlsruhe. In Heidelberg studierte er anschließend Germanistik und in München Musik- und Theaterwissenschaften. Während des Ersten Weltkrieges unterbrach er das Studium, um als Kriegsfreiwilliger in der deutschen Wehrmacht zu dienen. Er schloss sein Studium 1920 mit einer Promotion zur Dramaturgie Eduard von Bauernfelds ab. Als Offizier diente er im Zweiten Weltkrieg und geriet in amerikanische Gefangenschaft.

## Werk
Mit der Herausgabe der Briefe Johann Peter Hebels an Gustave Fecht begann seine intensive Beschäftigung mit dem Nachlass Hebels. 1923 veröffentlichte er eine dreibändige Hebel-Ausgabe. 1928 wurden die beiden Dramen „Das Schild des Archilochos“ und „Die Stunde ruft“ im Badischen Staatstheater Karlsruhe uraufgeführt. Seit 1938 war er Programmredakteur der Münchner Philharmoniker. Nach dem Zweiten Weltkrieg wurde er Pressechef der Münchner Philharmoniker. Viele Jahre lehrte er als Dozent für Operngeschichte und Theaterwissenschaft an der Hochschule für Musik in München. Er wurde zum Lektor für die Sparte Musik an der Bayerischen Akademie der Schönen Künste ernannt.

## Ehrungen
1955 erhielt er den Johann-Peter-Hebel-Preis und 1958 das Verdienstkreuz 1. Klasse der Bundesrepublik Deutschland. 1961 wurde ihm der Titel Professor zuerkannt. 1963 erhielt er den Goldenen Ehrenring der Münchner Philharmoniker.

## Veröffentlichungen (Auswahl)
- Johann Peter Hebels Briefe an Gustave Fecht. 1791–1826. Karlsruhe: C. F. Müller 1921.
- Der Schild des Archilochos. Karlsruhe: Bühnenvolksbund 1923.
- Johann Peter Hebel, Werke. Drei Bände. Karlsruhe: C. F. Müller o. J. [1923/24].
- Vor dem Schwabenalter ... Gedichte. Karlsruhe: C. F. Müller 1929.
- Johann Peter Hebel. Festgabe aus Anlaß des 125. Todestages des Dichters. Karlsruhe: C. F. Müller 1951.
- Johann Peter Hebel, Briefe. Karlsruhe: C. F. Müller 1957 [Neu bearbeitete und vermehrte Ausgabe der Briefe].
- Johann Peter Hebel, Biblische Geschichten. Karlsruhe: C. F. Müller 1959.
- Johann Peter Hebel, Alemannische Gedichte. Mit hochdeutscher Übertragung von Richard Gang. Stuttgart: Reclam 1960. Revidierte Neuauflage 1969.
- Johann Peter Hebel. Eine Biographie. Karlsruhe: C. F. Müller 1965 [Neubearbeitung von J. P. Hebel, Karlsruhe 1948].
- Reclams Opernführer, Reclams Universal-Bibliothek Band Nr. 6892, 14. Auflage 1950 bis 33. Auflage 1993.